# Cerámica precolombina

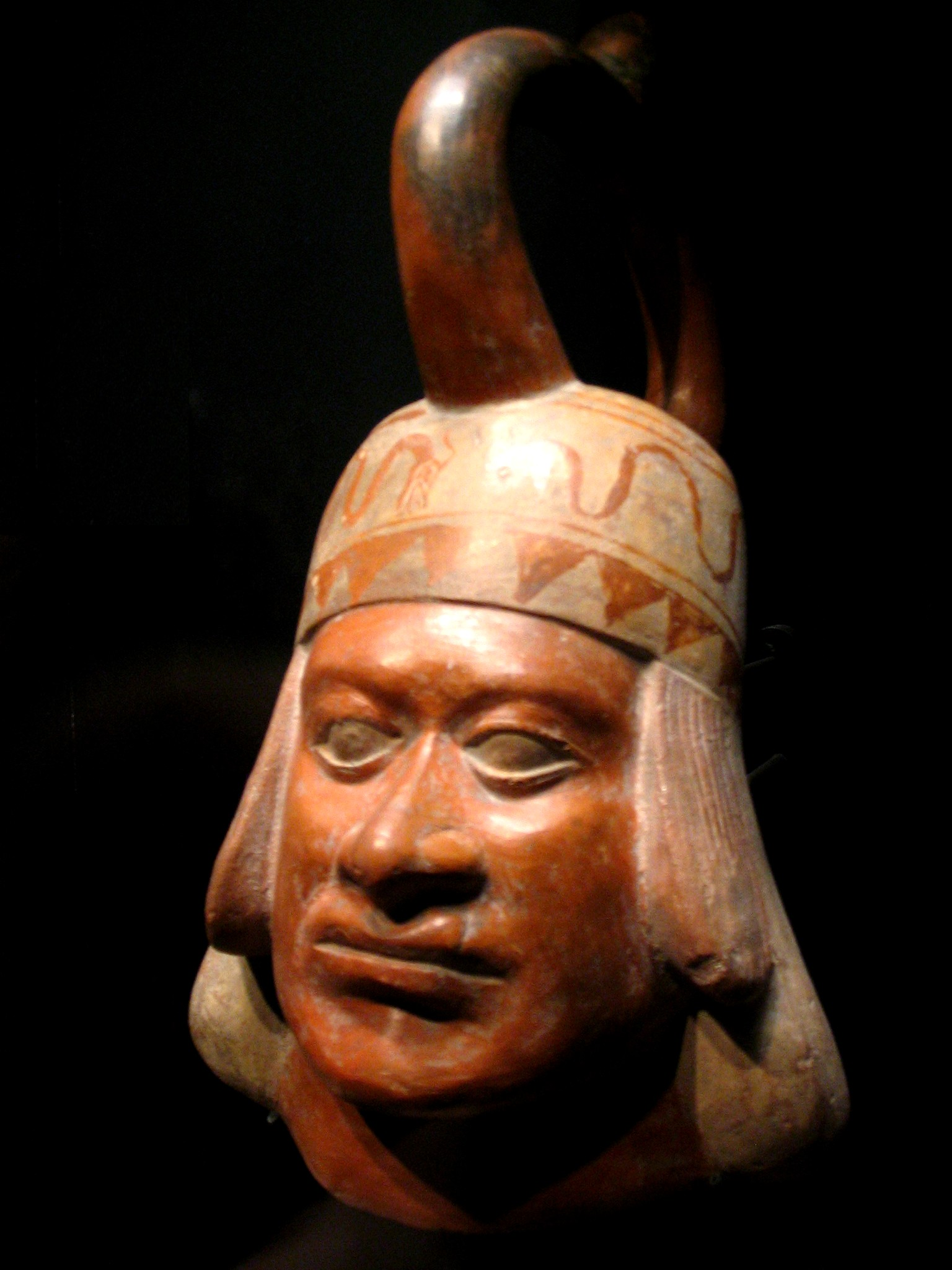
Vasija moche en forma de cabeza humana, Museo del muelle Branly, ca. 100—700 CE, 16 x 29 x 22 cm.

La cerámica Precolombina es toda cerámica producida por pueblos del continente americano antes de la llegada de los europeos a América. Tiene al menos 7500 años de historia de las Américas.
Cuando los europeos llegaron a América esto marcó el comienzo del fin de estas culturas y la destrucción de numerosos vestigios de su historia. A causa de su durabilidad los elementos fabricados de cerámica proveen valiosa información arqueológica sobre las diversas culturas de los pueblos precolombinos.

## Uso
Esta cerámica se utilizaba para vasijas utilitarias de cocina, utensilios para servir alimentos y recipientes en general, tuberías, para urnas funerarias, incensarios , instrumentos musicales, objetos ceremoniales, máscaras, juguetes, esculturas, y otras formas de arte.

## Origen y distribución
Las cerámicas más antiguas del continente americano han sido encontradas en la zona inferior de la cuenca del Amazonas. Se ha determinado que las cerámicas de la caverna de Pedra Pintada, cerca de Santarém, Brasil, tienen entre 7500 a 5000 años de antigüedad. Las cerámicas de Taperinha, también cerca de Santarén, poseen una antigüedad estimada en 7000 a 6000 años. Algunos de los fragmentos de vasijas en Taperinho fueron templados, lo que permitió fecharlos mediante carbono radiactivo. Estas primeras culturas fabricantes de cerámicas eran pescadores y recolectores de frutos de mar.
Luego aparecen registros de cerámica en la zona norte de América del Sur y luego a lo largo de la zona oeste de América del Sur y hacia el norte por Mesoamérica. Se ha determinado que la cerámica de la cultura Alaka en Guyana tiene entre 6000 a 4500 años de antigüedad. Las cerámicas de la cultura San Jacinto en Colombia han sido fechadas como de hace unos 4530 años, las de Puerto Chacho en Colombia tienen unos 5315 años, en Puerto Hormiga, también en Colombia, tienen unos 5105 años para el 2015 y en cancana se hallaron vestigios de hace 5000 años a. C. Las cerámicas de la cultura de Valdivia en Ecuador se remontan a 3200 años y las de la cultura Pandanche en Perú a unos 2460 años.
Posteriormente la artesanía en cerámica se difunde hacia Mesoamérica. Las cerámicas de Monagrillo en Panamá se remontan al 2140 a. C., las de Tronadora en Costa Rica al 1890 a. C., y las de Barra en Guatemala al 1682 a. C. Las cerámicas de tradición Purrón, en la zona sur-central de México, han sido fechadas hacia el 1800 a. C., y las de tradición Chajil, en el norte-centro de México, hacia el 1600 a. C.
Sin embargo, la aparición de cerámicas en el sureste de Estados Unidos no se corresponde con dicho patrón. Las cerámicas de la zona media del río Savannah en Georgia y Carolina del Sur (conocido por Stallings, isla Stallings, o St. Simons) han sido fechadas como producidas hacia el 2900 a. C., y las cerámicas de las culturas Orange y Norwood en el norte de Florida serían del 2460 a. C. (todas más antiguas que otras cerámicas fechadas del norte de Colombia). En el resto de América del Norte la cerámica aparece más tarde. Las cerámicas alcanzan el sur de Florida (Mount Elizabeth) hace 4000 años, Nebo Hill (en Misuri) hace 3700 años, y Poverty Point (en Louisiana) hace 3400 años.

## Clasificación según regiones culturales

### Cerámica mesoamericana
- Tlatilco (circa 1500  a. C.)
- Olmeca (ca. 800–400  a. C.)
- Teotihuacán (ca. 300–600)
- Zapoteca (ca. 200–800 )
- Mixteca(ca. 900)
- Purépecha (ca. 800–1300 )
- Cerámica maya (ca. 317–1200 )
- Remojadas (ca. 750 )
- Tolteca / maya (ca. 1200–1500 )
- Azteca (ca. 1168–1519)
- Coclé, Panamá, con los siguientes períodos:  La Mula (ca. 150 a. C.–300), Tonosi (ca. 300–550 ), Cubita (ca. 550–700 ), y Gran Coclé (ca. 1200–1500 ).
- Cultura clásica de Veracruz (ca. 100–1000)

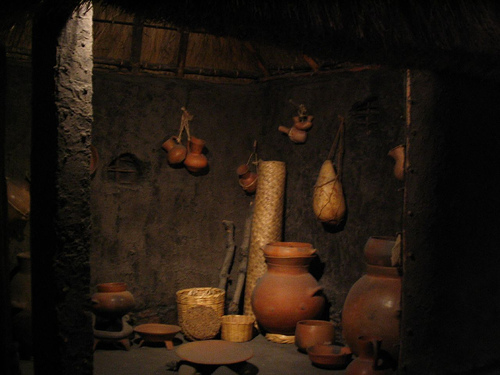
Alfarería hogareña azteca.
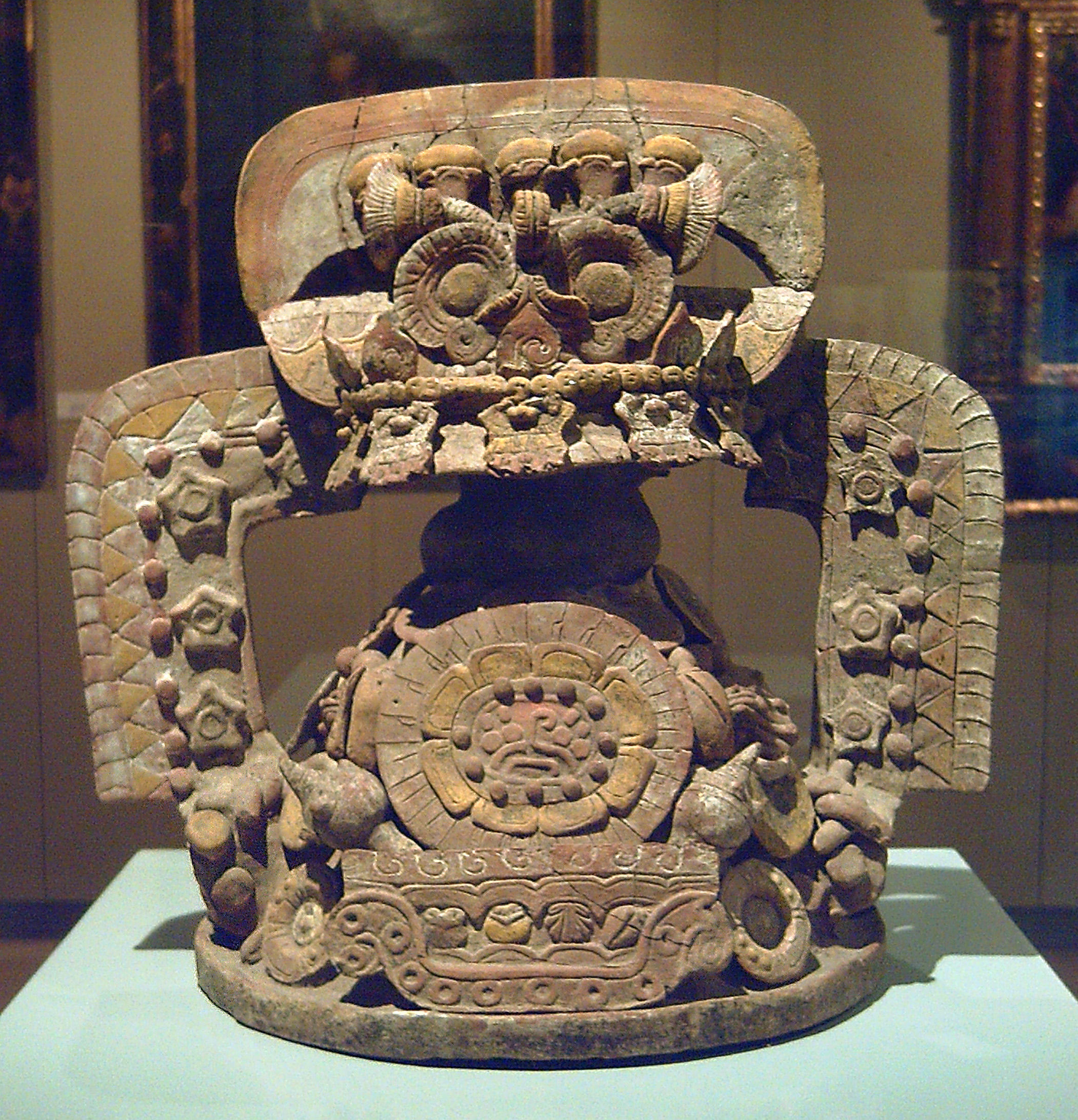
Quemador de incienso de Teotihuacan.
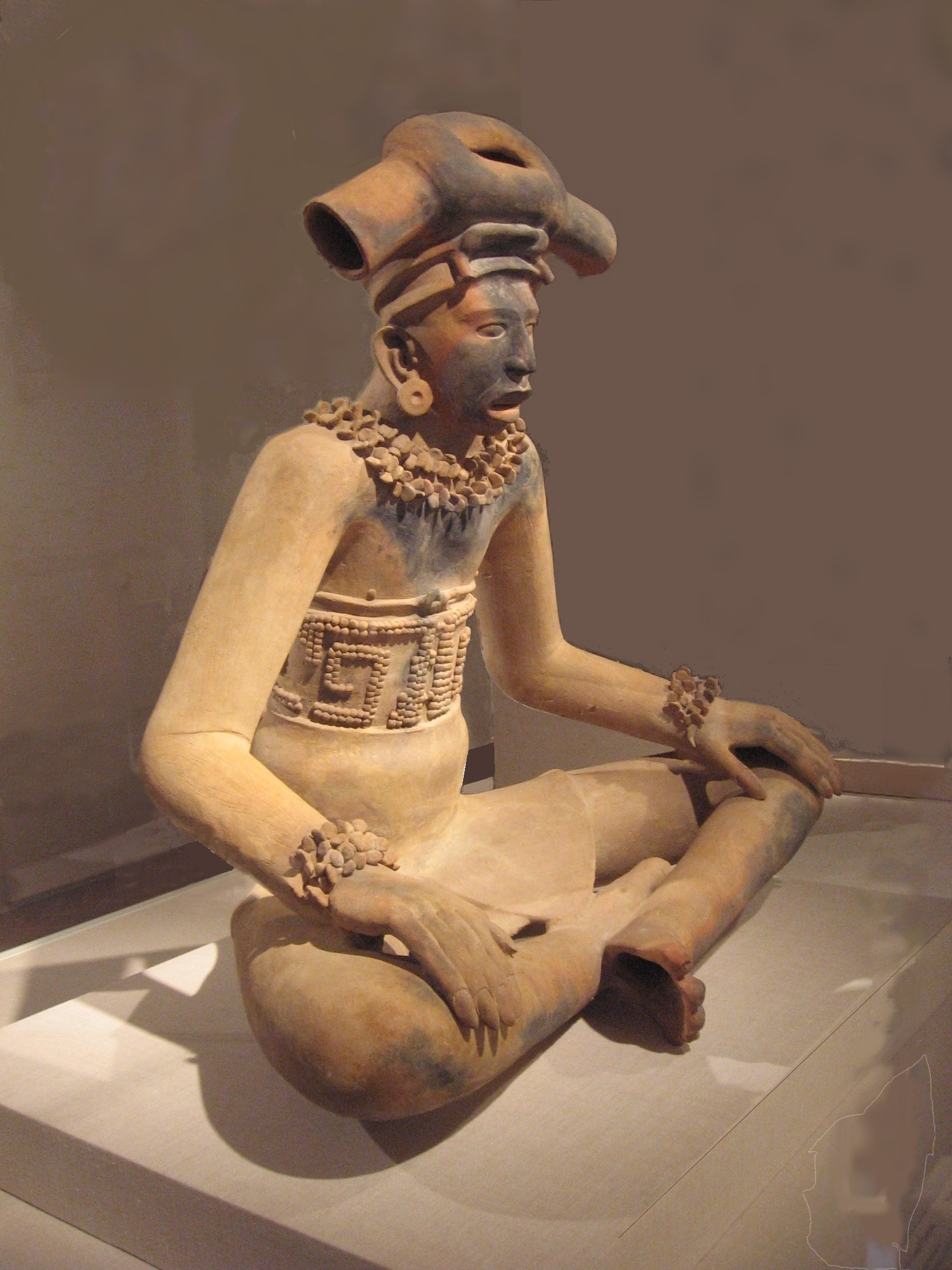
Figura de un joven jefe, cultura clásica de Veracruz.
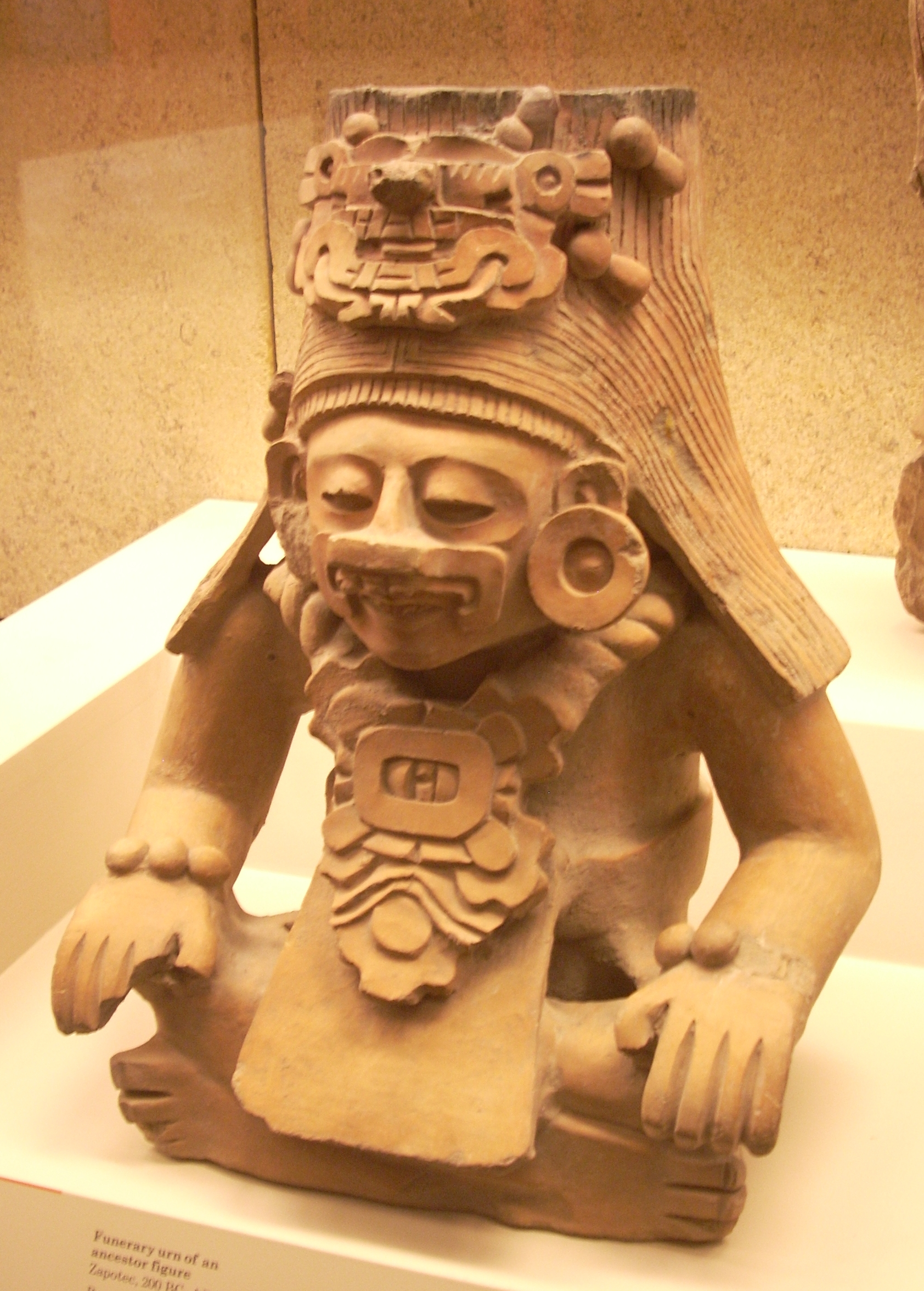
Urna cerámica zapoteca, 200-800, British Museum.
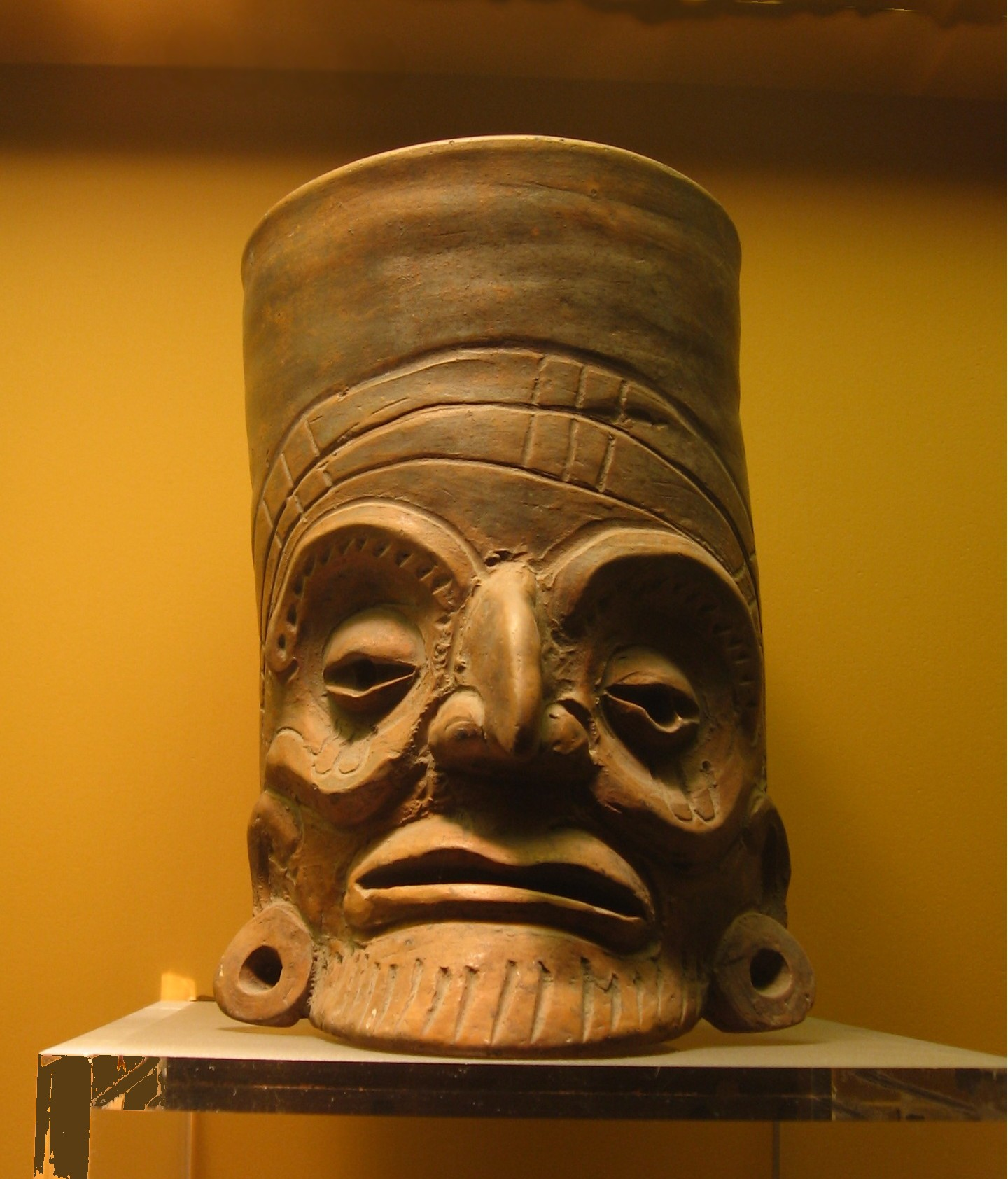
Vasija estilo naranja tolteca.
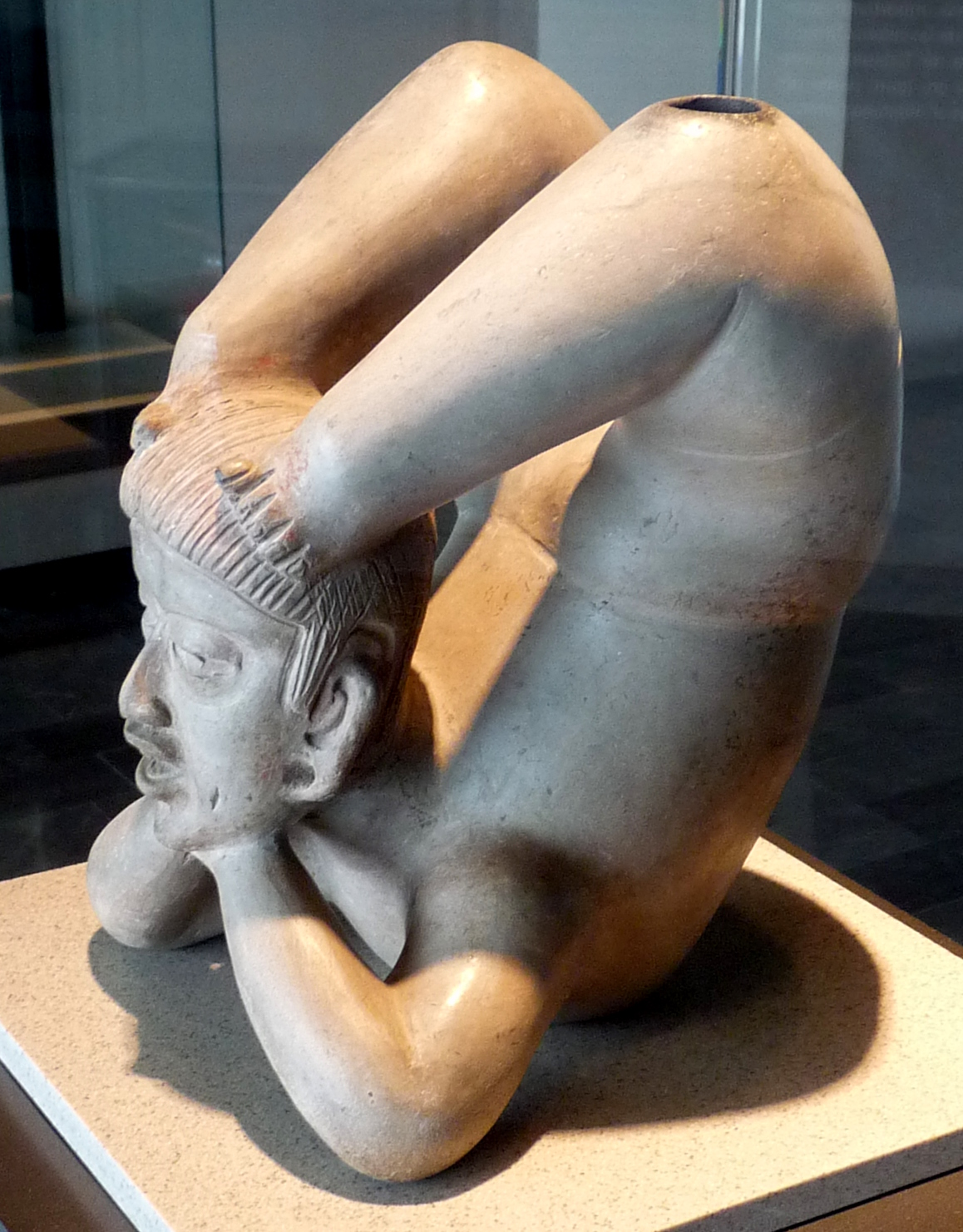
El Acróbata, Tlatilco.

### Norteamérica

#### Ártico
Varias comunidades inuit, como la netsilik, sadlermiut, utkuhiksalik y qaernerimiut crearon cerámica utilitaria en tiempos históricos, principalmente para almacenar alimentos. En Rankin Inlet, Nunavut, Canadá, cuando se cerró la mina que empleaba a gran parte de la comunidad, el gobierno nacional creó el proyecto Rankin Inlet de Cerámica, proyecto cuyas producciones se exhibieron con éxito en Toronto en 1967. El proyecto fracasó, pero una galería local revivió el interés en la cerámica inuit en la década de 1990.

#### Bosques orientales
- Hopewell es la tradición cerámica de las diferentes culturas locales que participan en la tradición de Hopewell (por el 200 a. C. al 400)y se encuentran como artefactos en sitios arqueológicos en el Medio Oeste estadounidense y el sudeste.
- Misisipi es la tradición cerámica de la cultura Mississippi (800-1600) se encuentran como artefactos en sitios arqueológicos en el Medio Oeste estadounidense y el sudeste.

#### Tierras de madera del sudeste
- Cultura Poverty Point (Punto de la Pobreza), Louisiana y Misisipi comenzó aproximadamente en el 2200 a. C. y durará hasta el 700 a. C., durante el final del periodo arcaico en América.
- Cultura Adena, centro de los Estados Unidos alrededor de Illinois a Ohio, 3000 a. C.–2100 a. C..
- Hopewell, cerámica de la tradición de Hopewell del centro de los Estados Unidos a través de Ohio e Illinois cerca del 2200 a. C.- 1600 a. C.
- Misisipi, la cerámica de las culturas del Misisipi, del este de los Estados Unidos, de alrededor de 800 a la época histórica, incluyendo la cahokia, en Illinois occidental, el principal cacicazgo del Misisipi y los natchez, una tribu histórica conocida también como una de las últimas de las jefaturas del Misisipi cultural en el suroeste.
- Antigua cerámica de la cultura Fort, hecha por un grupo de influencia del Misisipi que floreció entre 1000-1750 a lo largo del río Ohio, en las áreas de hoy en día al sur de Ohio, el norte de Kentucky, el sureste de Indiana y el oeste de Virginia Occidental.

#### Gran Cuenca
Los pueblos indígenas de la Gran Cuenca basaron su cerámica en la cestería. La cultura de Fremont (700-1300) en el centro de Utah desarrolló la cerámica después de la adopción de la agricultura. Los paiute y washoe en la Gran Cuenca del oeste, crearon cerámica utilitaria por separado, la cual no fue bruñida, pero en ocasiones ofrecieron diseños pintados de rojo. El valle de Owens Brown Ware es un ejemplo de cerámica paiute/washoe, que fue utilizada para cocinar, almacenar alimentos y agua en jarras. Las jarras de arcilla presentan a menudo aditamentos para colocar correas de transporte.

### Oasisamérica
- Pueblo ancestral.
- Cultura Mogollón, incluyendo la cultura Mimbres, que produjo la cerámica Mimbres.
- Santa Clara, taos, pueblo, hopi, San Ildefonso, Acoma y Zuni. En el año 1900, María Martínez y su marido Julián redescubrieron cómo hacer la tradicional cerámica Negro Negro-on, por lo que el pueblo de San Ildefonso pronto pasó a ser ampliamente conocido.